# Etimologia del nome Argentina
L'argento (plata in spagnolo) non è mai stato abbondante in Argentina, ma nel 1526, quando il veneziano Sebastiano Caboto passò per l'estuario del fiume Uruguay nell'Oceano Atlantico, che gli indios chiamavano Paraná-Guazú ("Fiume grande come il mare"), lo chiamò Río de la Plata (fiume dell'argento), ingannato dal metallo prezioso posseduto da alcuni indigeni, ignorando che lo avevano ricevuto dai marinai di una precedente spedizione portoghese guidata da Alejo García. Sebbene la cosa fu chiarita poco tempo dopo, il nome rimase valido. 
Rioplatense cominciò così ad individuare gli abitanti di entrambe le sponde del fiume Plata.

Il nome Argentina (dal latino argentinus, aggettivo derivato da argentum) fu utilizzato per la prima volta dal poeta spagnolo Martín del Barco Centenera (1535-1602) nel suo poema storico La Argentina o la conquista del Río de la Plata, pubblicato postumo nel 1602, sessantasei anni dopo la fondazione del Puerto de Nuestra Señora Santa María del Buen Aire, l'odierna Buenos Aires. Nella prefazione l'autore stesso spiega: 
Il sostantivo "Argentina" si diffuse a partire dal XVIII secolo quando indicava tutto il bacino del Río de la Plata, comprendendo anche gli attuali territori di Uruguay, Paraguay e parte dello stato brasiliano del Rio Grande do Sul.